# 제17회 모스크바 국제 영화제
제17회 모스크바 국제 영화제는 1991년 7월 8일에 열린 시상식이다.

## 수상 및 후보

### 대상
- 바닷가를 달리는 북극개 - Karen Gevorkian 수상
- 어져스터 - 아톰 에고이안 수상

### 여우주연상
- 마담 보바리 - 이자벨 위페르 수상